# بیل هورسمن
بیل هورسمن (انگلیسی: Bill Horsman; ۱۸ دسامبر ۱۹۰۶ – ۱۹۸۲ (۷۳−۷۴ سال)) بازیکن فوتبال اهل بریتانیا بود.
از باشگاه‌هایی که در آن بازی کرده‌است می‌توان به باشگاه فوتبال بیرمنگام سیتی اشاره کرد.